# Кутариський сільський округ
Кутари́ський сільський округ (каз. Құтарыс ауылдық округі, рос. Кутарысский сельский округ) — адміністративна одиниця у складі Сайрамського району Туркестанської області Казахстану. Адміністративний центр — село Кутарис.
Населення — 5017 осіб (2021; 5062 у 2009, 4265 у 1999, 3394 у 1989).
Станом на 1989 рік існувала Кизиласкерська сільська рада (села Кизиласкер, Кизилжар, Кизил-Октябр, Оймаут). 2020 року до складу сільського округу було передано 0,01 км² території Колкентського сільського округу та 1,45 км² території Кайнарбулацького сільського округу.

## Склад
До складу округу входять такі населені пункти:
| Населений пункт | Колишні назви             | Населення, осіб (1989) | Населення, осіб (1999) | Населення, осіб (2009) | Населення, осіб (2021) |
| --------------- | ------------------------- | ---------------------- | ---------------------- | ---------------------- | ---------------------- |
| Акарис, село    | Кизил-Октябр, Кизилоктябр | 958                    | 1362                   | 1520                   | 1472                   |
| Кизилжар, село  | -                         | 296                    | 323                    | 258                    | 248                    |
| Кутарис, село   | Кизиласкер                | 1846                   | 2065                   | 2642                   | 2658                   |
| Оймауит, село   | Оймаут                    | 294                    | 515                    | 642                    | 612                    |